# Xevious
Xevious est un jeu d'arcade de type shoot 'em up à défilement vertical publié par Namco le 29 janvier 1983. Il a été conçu et programmé par Masanobu Endô. Une seconde version du jeu, Super Xevious, a vu le jour en 1984. Xevious a été porté sur de nombreux supports familiaux et des versions spéciales, sous-titrées Fardraut Saga et Fardraut Densetsu, ont également vu le jour. Le jeu a connu deux suites en 3D : Solvalou (1991) et Xevious 3D/G (1995). Le jeu est ressorti en 2011 sous le nom de 3D Classics - Xevious sur l'eShop de la Nintendo 3DS avec l'ajout de la 3D relief propre aux jeux de la gamme 3D Classics.
Le joueur contrôle un avion de combat, le « Solvalou », dans des environnements visualisés en vue de dessus et il doit éliminer les ennemis aériens et terrestres environnants. Une cible permet de larguer précisément des bombes au sol.

## Le jeu

### Un précurseur
Xevious est l'un des premiers shoot 'em up à défilement vertical et il a apporté divers innovations au genre. Il inaugure d'abord le concept de boss dans les shoot 'em up. Il apporte aussi la possibilité de porter des attaques au sol en lançant des bombes, en plus du classique tir aérien.
C'est aussi un des premiers jeux qui comporte des bonus cachés qui ne sont pas mentionnés dans les instructions, mais qui apparaissent à la suite de certaines manœuvres secrètes ; dans le cas de Xevious, il s'agit de tourelles et de drapeaux qui donnent 10 000 points ou une vie supplémentaire.
Ce jeu comporte aussi un easter egg : en bombardant continuellement, tout au début du jeu, le coin inférieur droit de l'écran on fait apparaître le nom Evezoo, pseudonyme de Masanobu Endô (le créateur du jeu). Cet easter egg est absent des copies illicites du jeu.

### Les déclinaisons

#### Super Xevious
Super Xevious (1984) est une version légèrement remaniée : la difficulté est un peu plus corsée et le jeu implémente quelques nouveaux ennemis.
Cette version est celle destinée aux marchés européens (notamment Italie et Espagne), où les crédits d'arcade étaient (proportionnellement) moins cher qu'au Japon : il fallait donc augmenter le niveau de difficultés pour garder une rentabilité.
Ce jeu a été l'occasion d'introduire de nombreux clins d'œil aux fans (apparition de données de Pac-Man, messages cachés, etc.)

#### Xevious: Fardraut Saga
Développé par Compile sur MSX 2 et uniquement sorti au Japon, Fardraut Saga (1988) propose le mode arcade original, Recon, et un mode inédit, Scramble. Ce dernier comprend 16 nouvelles aires de jeu, de nouveaux ennemis et permet de contrôler 4 types d'avion différents : Solvalou, Solgrado, Zeodalley et Gampmission. 

#### Xevious: Fardraut Densetsu
Également développé par Compile, cette fois-ci sur PC Engine, Fardraut Densetsu est sorti le 29 juin 1990 au Japon. Cette nouvelle version propose le mode arcade original et le mode Fardraut. Celui-ci comprend quatre niveaux avec de nouveaux ennemis, divers power-ups, quatre vaisseaux différents (un par niveau) et des séquences cinématiques intermédiaires.

#### Xevious Arrangement
En 1995, Namco lance en arcade la carte Namco Classic Collection vol. 1 qui comprend trois jeux de l'éditeur, chacun dans sa version originale et dans une version modernisée. Ainsi Xevious Arrangement, version modernisée du Xevious de 1982, propose des graphismes améliorés, un système de bonus, des niveaux réarrangés dont trois niveaux a débloquer, de nouveaux ennemis, et la possibilité de jouer a deux simultanément. La musique est également revue, elle reprend le thème principal original dans des arrangements différents pour chaque niveau.
L'easter egg du jeu original est également remanié : en bombardant le coin inférieur droit au début du jeu, on fait apparaître le message « This game is dedicated to the original XEVIOUS staff » (Ce jeu est dédié a l'équipe originel du jeu XEVIOUS).

## Exploitation
Xevious a été commercialisé en décembre 1982 au Japon et en janvier 1983 aux États-Unis (par Atari Games). Le jeu tourne sur le système Namco Galaga, initialement utilisé pour le jeu Galaga.
Le jeu a été porté sur un grand nombre de machines : Atari 800, Apple II (1984), Atari ST, Commodore 64, Amstrad CPC, ZX Spectrum (1987), Atari 7800, NES (1988), Famicom Disk System (1990) mais également sur divers ordinateurs personnels japonais : FM-7, PC-88, PC-98 et Sharp X1, Sharp MZ-2500 ou encore X68000. Les portages sur Atari ST, Commodore 64, Amstrad CPC et ZX Spectrum ont été développés par Probe Software et édité par U.S. Gold.
La version NES a été rééditée en 2004 sur Game Boy Advance dans la série NES Classics et en 2007 sur Virtual Console de la Wii. Le jeu est aussi disponible en téléchargement sur le Xbox Live Arcade de la Xbox 360 depuis 2006, ainsi que sur le Nintendo Switch Online depuis mars 2023. 
Xevious est également présent dans le jeu Star Fox: Assault (2006) (en débloquant tous les insignes d'argent) sur Game Cube et Super Xevious, dans Xevious 3D/G+ (1997) sur PlayStation.

## La série
- 1983 - Xevious
  - 1984 - Super Xevious
  - 1986 - Vs. Super Xevious
  - 1988 - Xevious: Fardraut Saga
  - 1990 - Xevious: Fardraut Densetsu
- 1991 - Solvalou
- 1995 - Xevious 3D/G
  - 1997 - Xevious 3D/G+

Le jeu d'arcade Grobda (1984) est un spin-off de la série. Il s'agit d'un jeu de tir se déroulant dans des arènes fixes, le joueur y dirige un char d'assaut qui apparaissait en tant qu'ennemi dans Xevious. Le titre du jeu Grobda vient du nom de ce tank imaginé pour Xevious.

## À noter
Un pachinko commercialisé par Takao en 2003 est basé sur le jeu Xevious.